# You Lie
You Lie è un singolo del gruppo di musica country statunitense The Band Perry, pubblicato nel 2011 ed estratto dall'album The Band Perry.

## Tracce
- Download digitale

1. You Lie – 3:36

## Formazione
- Kimberly Perry
- Neil Perry
- Reid Perry